# مسیح

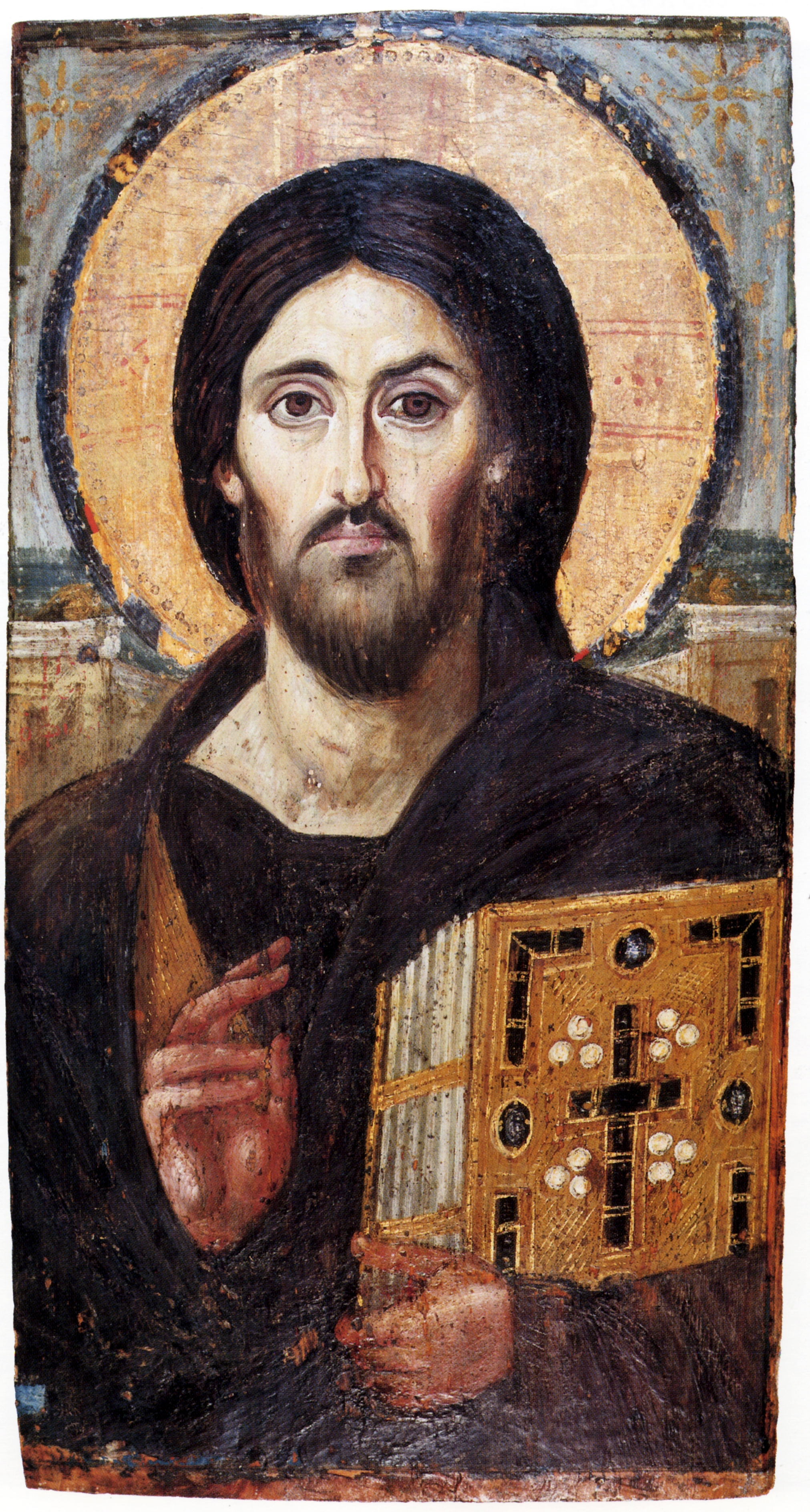
یکی از قدیمی‌ترین آثار در سبک «مسیح متعال» - در صومعه سنت کاترین. دو حالت مختلف در صورت، در هر دو طرف تأکید بر ماهیت دوگانه مسیح به عنوان هر دو بعد الهی و انسانی دارد.

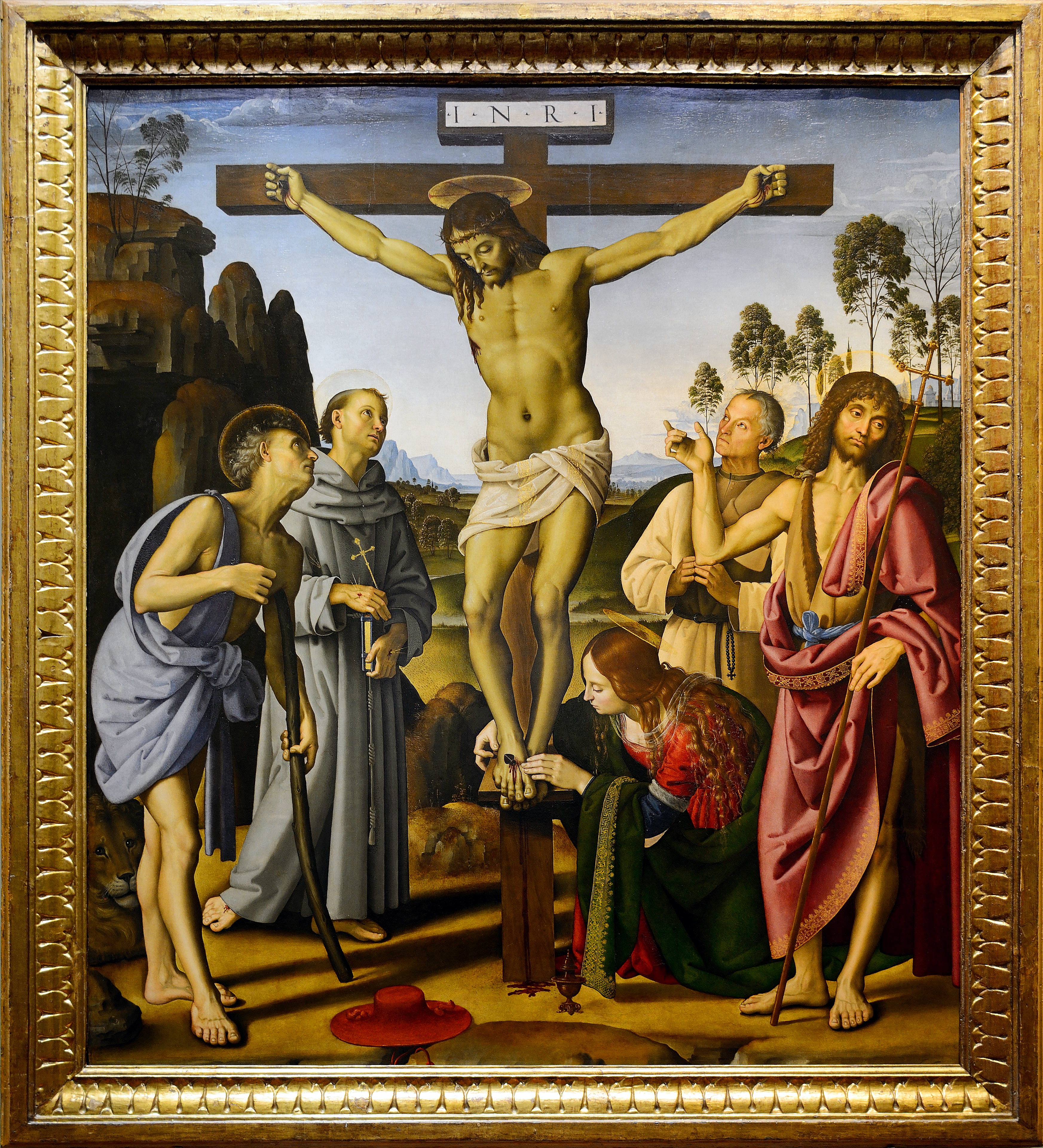
جلوه‌ای از به صلیب کشیدن مسیح

مسیح (به عبری: מָשִׁיחַ (Māšîaḥ) (ماشیَخ)) (به سریانی:  ܡ ܫ ܝ ܚ ܐ (M'shiha)) در عهد عتیق به معنی پادشاه یا کاهنی است که با روغن مقدس مسح شده است. در عهد جدید، مسیح به شکل یک لقب برای عیسی استفاده شده و به‌طور عام «مسیح» به عنوان مترادف با عیسای ناصری در نظر گرفته می‌شود.
در دین یهودیت این واژه با اسم ماشیح به کار برده می‌شد. ماشیح کسی بود که در آخرالزمان ظهور می‌کرد. یهودیان عیسی ناصری را مصداق ماشیح نمی‌دانند.

## مسیحیت
بر طبق انجیل پیروان عیسای ناصری او را پس از مرگ و رستاخیزش، عیسی مسیح یا عیسی کریستیوس نامیدند و خود را بر طبق اعمال رسولان مسیحی نامیدند. پیش از مرگ و تصلیب عیسی او بیشتر به عنوان عیسای ناصری یا عیسی پسر یوسف خوانده می‌شد. اما پس از تصلیب پولس رسول در عهد جدید از او به عنوان عیسی مسیح یا مسیح یاد می‌کرد.

## یهودیت
بیشتر یهودیان عیسی را به عنوان مسیح نمی‌‌شناسند و همچنان منتظر ظهور مسیحا یا منجی خود می‌باشند درحالی‌که مسیحیان منتظر رجعت یا ظهور مجدد مسیح هستند.

## اسلام
مسلمانان عیسی را به عنوان مسیح و پیامبر الهی پذیرفته‌اند اما او را پسر خدا نمی‌دانند؛ و مسئله تثلیث را رد می‌کنند و معتقدند که او کشته نشد بلکه به آسمان رفت و زنده است و یهودا اصخریوطی، یکی از یاران او که به او خیانت کرد، به او شبیه شد و او را به جای عیسی مصلوب کردند. همچنین شیعیان طبق دیدگاه آخر زمانی در دین اسلام، منتظر ظهور مسیح به همراه مهدی یعنی آخرین فرستاده هستند. در قرآن ۲۵ بار نام عیسی و ۱۱ بار نام مسیح آمده‌است.